# Pararge herdonia
Pararge herdonia är en fjärilsart som beskrevs av Hans Fruhstorfer 1909. Pararge herdonia ingår i släktet Pararge och familjen praktfjärilar. Inga underarter finns listade i Catalogue of Life.